# Canadian Open 1977 (Badminton)
Die Canadian Open 1977 im Badminton fanden vom 27. bis 30. Oktober 1977 in Toronto statt.

## Austragungsort
- Etobicoke Olympium

## Finalergebnisse
| Disziplin    | Sieger                        | Finalist                     | Ergebnis            |
| ------------ | ----------------------------- | ---------------------------- | ------------------- |
| Herreneinzel | Flemming Delfs                | Thomas Kihlström             | 12-15, 15-7, 15-10  |
| Dameneinzel  | Wendy Clarkson                | Jane Youngberg               | 12-10, 11-1         |
| Herrendoppel | Thomas Kihlström Bengt Fröman | Derek Talbot Eddy Sutton     | 16-17, 15-11, 15-10 |
| Damendoppel  | Nora Perry Karen Puttick      | Barbara Sutton Jane Webster  | 15-8, 15-9          |
| Mixed        | David Eddy Nora Perry         | Steen Skovgaard Jane Webster | 15-4, 15-12         |